# Anadenanthera
Anadenanthera – rodzaj roślin należący do rodziny bobowatych. Należą do niego trzy gatunki występujące w Ameryce Południowej.

## Charakterystyka
Drzewa zawierające składniki znane z halucynogennych właściwości (psychodeliki). Przez Indian wykorzystywane były do sporządzania silnie działających psychoaktywnie kadzideł i tabaki. Wchodzące w skład tych gatunków substancje o działaniu psychoaktywnym to:
- 5-Methoxy-N,N-dimethyltryptamine – w korze
- Serotonina
- N-Methyl-serotonin
- 5-Methoxy-N-methyltryptamine – w nasionach
- Bufotenina – w korze i nasionach
- Bufotenine\a N-oxide – w nasionach
- Dimetylotryptamina:
  - N,N-Dimethyltryptamine – w nasionach, korze
  - N,N-Dimethyltryptamine-N-oxide – w nasionach
- N-Methyltryptamine – w korze
- 2-Methyl-6-methoxy-1,2,3-tetrahydro-9H-pyrido[3,4-b]indole
- 2-Methyl-1,2,3,4-tetrahydro-9H-pyrido[3,4-b]indole[1]
- 1,2-Dimethyl-6-methoxy-1,2,3,4-tetrahydro-9H-pyrido[3,4-b]indol

## Systematyka
Pozycja systematyczna
Jeden z rodzajów tradycyjnie zaliczany do podrodziny mimozowych Mimosaceae (np. jeszcze w systemie Reveala z lat 1993-1999) z rodziny bobowatych Fabaceae s.l. W 2017 mimozowe umieszczone zostały w podrodzinie brezylkowych Caesalpinioideae.
Wykaz gatunków
- Anadenanthera colubrina (Vell.) Brenan
- Adenanthetera falcata Speg.
- Anadenanthera peregrina Speg.